# Hilma Granqvist

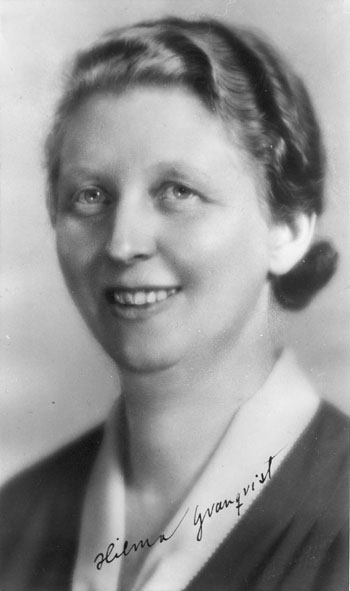
Hilma Granqvist, etwa 1920 bis 1930

Hilma Natalia Granqvist (* 17. Juli 1890 in Sipoo; † 25. Februar 1972 in Helsinki) war eine finnlandschwedische Anthropologin.

## Leben
Granqvist war eine Schülerin von Edward Westermarck. In den 1920er und 1930er Jahren hielt sie sich zu Feldstudien im palästinensischen Dorf Arṭās auf. Ihre Forschungen befassten sich unter anderem mit der Frage des Einflusses der religionsgeschichtlichen Forschung auf den Religionsunterricht und die Stellung der Religion in der Bevölkerung.

## Werke  (Auswahl)
- Marriage Conditions in a Palestinian Village, I–II. 1931–1935.
- Child Problems Among the Arabs. 1947.
- Muslim Death and Burial. 1965.